# 帶我走 (阿哈歌曲)
〈帶我走〉是挪威合成器流行樂隊A-ha的單曲。原版為Tony Mansfield製作, 並由John Ratcliff重新混音。1985年的版本由Alan Tarney為樂隊的首張錄音室專輯《Hunting High and Low》製作。
原曲《Take On Me》於1984年錄製，以兩個版本和三個發行版在英國上榜，1985年10月在英國單曲榜上排名第二。1985年10月在美國登上告示牌百大單曲榜，是A-ha唯一登上此榜單的歌曲。Take on me的MV是由史蒂夫·巴倫Steve Barron導演的創新音樂影片，其最大的亮點是結合了素描與真人影像。該影片贏得了六項大獎，並在1986年MTV音樂錄影帶大獎中獲得了另外兩項提名。
2019年2月17日，Take on me的官方YouTube影片獲得18億次觀看，是80年代四首觀看次數超過10億的YouTube歌曲影片之一（其餘三首分別是瑞克·艾斯里〈永不放弃你〉、麥可·傑克森〈比利·珍〉、槍與玫瑰〈Sweet Child o' Mine〉）。

## 製作背景
樂團搬進了倫敦的一套公寓，並開始聯繫唱片公司和出版社。在與A&R人員會面後，他們與獅心簽約。阿哈為了掙點錢而回到挪威；當他們回到倫敦時，出於沮喪，他們離開了Lionheart。他們決定錄製新的唱片樣本，並選擇了音樂家兼製作人John Ratclif的工作室。樂團於是完成了一些歌曲，包括“Take On Me”。後與英國華納兄弟唱片公司簽約。1985年重新編曲後收錄至「Hunting High and Low」。
“Take On Me”是一首合成流行歌曲，使用了木吉他、電吉他、多種合成器、鼓組以每分鐘 169 拍的極快節奏寫成。歌詞是關於對愛的懇求，並以詩歌合唱形式構建。副歌中，主唱Morten Harket的聲音越來越高，總計跨越了2.5個八度音。滾石雜誌將這首歌稱為「流行史上最不好唱的合唱歌曲之一」。

## MV
Take On Me第二次製作的MV由電影導演Steve Barron執導。它於1985年在Kim's Café（現稱為 Savoy Café）（倫敦 SW8 旺茲沃思路和彭斯伯里廣場的拐角處）拍攝，並在倫敦的一個攝影棚中拍攝。該影片結合了鉛筆素描動畫和真人影像，耗時六個月完成。影片的想法是由華納兄弟執行官傑夫·艾耶洛夫提出的，使Take on Me成為全球受全世界認可的音樂方面發揮了關鍵作用。該音樂影片在YouTube上的4K修復版觀看次數已超過17億次。
MV的主題是浪漫的奇幻敘事。它以摩托車比賽的漫畫書風格的鉛筆劃蒙太奇開始，其中男主角被兩個對手追趕。然後切換到咖啡館裡的一個場景，女主角正在閱讀漫畫書。漫畫中的男主角在贏得比賽后向女主角眨了眨眼，他用鉛筆劃的手突然穿越並伸出漫畫書，向女主角招手。進入漫畫世界後，女主角也變成漫畫風格的樣子，男主角向她介紹給他的黑白世界，其中有一個入口，人和物體的一面看起來是真實的，鉛筆則繪製在另一個面上。
回到咖啡館，女服務員回來發現女主角失踪了，她以為顧客沒有付賬就走了，於是憤怒地把漫畫書揉成一團扔進垃圾箱。男主角的兩個賽車對手重新出現，並開始追趕二人，其中一個賽車手用扳手砸碎鏡子，把女主角困在漫畫書中。男主角和女主角一起撤退到一個紙迷宮裡。到達死胡同時，他在紙牆上撕了一個洞，女主角於是從中逃脫。回到了現實世界的女主角一身狼狽地躺在垃圾箱旁邊，讓咖啡館的客人和工作人員大吃一驚，她從垃圾箱中取出漫畫並跑回家中。
女主角開始繼續閱讀漫畫，下一個分鏡中男主角毫無生氣地躺著，女主角開始哭泣。然而男主角隨後醒來並試圖打破漫畫框架。與此同時，他以真實人類的樣子出現在女主角的走廊裡，並不斷地左右摔倒在牆上。他最後終於並站起來逃離了漫畫書，女主角微笑著朝他跑了過來。MV到此結束。
在1986年MTV音樂錄影帶大獎中，《Take On Me》的影片獲得了六項大獎——最佳影片新人獎、最佳概念影片獎、最具實驗性影片獎、最佳影片導演獎、最佳影片特效獎和觀眾選擇獎。此MV經常出現於翻唱版本、電影、電視節目和視頻遊戲中。

## 流行文化
自發行以來，這首歌的受歡迎程度引起了人們的讚揚和主要的視覺模仿。這首歌的流行導致了自發行以來的致敬和主要視覺模仿。
這首歌曾在2016年電影樂來越愛你的前段部分短暫出現。
在2018年電影死侍2的一個場景中，韋德·溫斯頓·威爾森（化名Deadpool）和他的未婚妻Vanessa再次見面時播放了歌曲的原聲版本。。
這首歌出現在2018電影《一級玩家》的預告片中。
在2018年的電子遊戲正当防卫4中，有一個複活節彩蛋向這首歌的音樂視頻致敬，可以在位於Paso Ventoso以西的 Solis 島一個小鎮的一座半建成的建築物上找到。下到大樓的二樓，世界的某些地方會變成白紙上的鉛筆素描，類似於歌曲的音樂錄影帶。
在2020年辛普森一家名為「7啤酒之癢」的劇集中，荷馬意識到他對一個名叫莉莉的角色有著浪漫的感情；“兩人以一種迷幻的混合動畫風格看著對方的眼睛。” 它包括一個引用歌曲音樂視頻的旋轉鏡式片段。
在2020年的遊戲《最後生還者二部曲》中，當Ellie在西雅圖找到一把吉他時，她一邊彈著吉他一邊唱著這首歌。
2023年由HBO改編自遊戲《最後生還者》的同名電視影集以此歌曲為主題曲。

## 曲目
7": MCA / MCA-9146 英國 （1984年）
1. "Take On Me" (Original version) – 3:18
2. "And You Tell Me" – 1:48

- 由Tony Mansfield製作，由John Ratcliff與A-ha 混音。

12": MCA / MCA-9146T 英國 （1984年）
1. "Take On Me" (Long version) –  3:46
2. "And You Tell Me" – 1:48
3. "Stop! And Make Your Mind Up" – 2:57

- Track 1由Tony Mansfield 製作，由John Ratcliff混音。

7": MCA / MCA-9006 英國 （1985年）
1. "Take On Me" (Single version) – 3:49
2. "Love Is Reason" – 3:04

- 由Alan Tarney製作。

 12": MCA / MCA-9006T 英國 （1985年）
1. "Take On Me" (Extended version) – 4:50
2. "Love Is Reason" (LP version) – 3:04
3. "Take On Me" (Single version) – 3:49

 7": MCA. / MCA-29011 美國 （1985年） 
1. "Take On Me" – 3:46
2. "Love Is Reason" – 3:04

12": Warner Bros. / PRO-A-2291 (Promo) 美國 （1985年）
1. "Take On Me" (Long version) – 4:47 (a.k.a. "Extended Version")
2. "Take On Me" (Single version) – 3:46

## 演出
歌曲
- 主唱：Morten Harket（英语：Morten Harket）
- 合成器、和聲：Magne Furuholmen（英语：Magne Furuholmen）
- 吉他與鼓、和聲：Pål Waaktaar（英语：Pål Waaktaar）
- 音訊：Neill King
- 製作：Alan Tarney（英语：Alan Tarney）
- 混音：John Ratcliff
- Mastering：Barry Grint（英语：Barry Grint）

MV
- 導演：Steve Barron（英语：Steve Barron）
- 製作公司：倫敦Limelight Productions
- 製片：Simon Fields。
- 攝影：Oliver Stapleton。
- 動畫：Michael Patterson和Candace Reckinger。